# Stephanauge hyalonematis
Stephanauge hyalonematis is een zeeanemonensoort uit de familie Hormathiidae.
Stephanauge hyalonematis is voor het eerst wetenschappelijk beschreven door McMurrich in 1893.